# Dorcadion ciscaucasicum
Dorcadion ciscaucasicum là một loài bọ cánh cứng trong họ Cerambycidae.